# Troy McLawhorn
William Troy McLawhorn (4 novembre 1968) è un chitarrista statunitense, attualmente membro della band Evanescence.

## Discografia

### Still Rain
- Still Rain
- Bitter Black Water

### Sevendust
- Home (1999)

### DoubleDrive
- 1000 Yard Stare (1999)
- Blue in the Face (2003)

### Dark New Day
- Twelve Year Silence (14 giugno 2005)
- Black Porch (Acoustic Sessions) (EP) (5 settembre 2006)
- Hail Mary  (23 agosto 2011)
- B-Sides  (24 agosto 2011)
- New Tradition (28 agosto 2012)

### Seether
- iTunes Originals - Seether (2008)
- Rhapsody Originals - Seether (2008)
- Finding Beauty in Negative Spaces (2009)[1]
- Holding Onto Strings Better Left to Fray (2011)

### Evanescence
- The Open Door (2006)

- Evanescence (2011)
- Synthesis (2017)
- The Bitter Truth (2021)

## Chitarre
- Gibson Flying-V 7 Strings
- Gibson Les Paul Studio Silverburst
- Gibson Les Paul Custom 1985
- Gibson Les Paul Custom 1990
- PRS SE Baritone Custom
- Gibson Flying-V 1959
- PRS SE Custom 24 (6 and 7 strings)
- PRS SE Custom 22
- PRS SC
- PRS Starla Ltd
- Fender Telecaster
- Gibson Explorer
- Yamaha acoustic guitars
- Orange amplifiers
- Dunlop pedal's
- Dunlop Strings
- Dunlop Tortex Pitch Black .50 mm